# 罗西耶德瑞亚克
罗西耶德瑞亚克（法語：Rosiers-de-Juillac，法語發音：[ʁozje də ʒɥijak]，意为“瑞亚克的罗西耶德”）是法国科雷兹省的一个市镇，位于该省西部，靠近瑞亚克，属于布里夫拉盖亚尔德区。

## 地理
罗西耶德瑞亚克（45°17'39"N, 1°18'10"E）面积9.85 平方千米，位于法国新阿基坦大区科雷兹省，该省份为法国中南部省份，北起上维埃纳省和克勒兹省，西接多爾多涅省，南至洛特省，东临多姆山省和康塔爾省。
与罗西耶德瑞亚克接壤的市镇（或旧市镇、城区）包括：艾昂、沙布里尼亚克、瑞亚克、圣博内拉里维耶尔、瑟贡扎克。

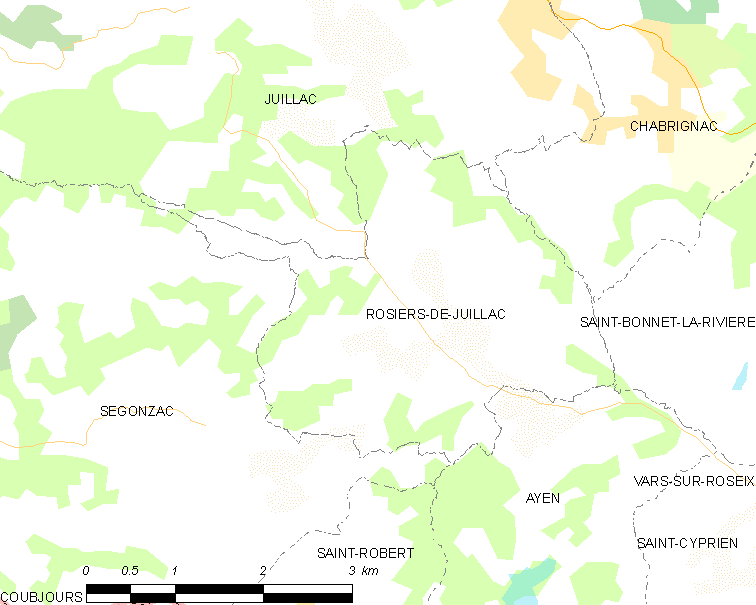
罗西耶德瑞亚克的OSM定位图

罗西耶德瑞亚克的时区为UTC+01:00、UTC+02:00（夏令时）。

## 行政
罗西耶德瑞亚克的邮政编码为19350，INSEE市镇编码为19177。

## 政治
罗西耶德瑞亚克所属的省级选区为利桑多奈县。

## 人口

1962-2008年间罗西耶德瑞亚克人口变化图示

罗西耶德瑞亚克于2022年1月1日时的人口数量为175人。